# Evighed
Med evighed menes oftest et uendeligt tidsrum. Mange har anvendt evigheden som en beskrivelse af en tidløs tilværelse uden for tid og rum. Den græske metafysiks tanker om evigheden har stærkt påvirket kristen, muslimsk og jødisk teologi. Se også evigt liv.
De to relaterede begreber uforanderlighed og uendelighed defineres indenfor matematikken og mængdeteorien.

## Evigheden i kristen forståelse
Evighed betegner i sin abstrakte form en modsætning til tiden, så man enten tænker sig en tilstand, der er forlænget i det uendelige, eller en tilstand, der er hævet over al tidsbestemmelse. Begge disse synsmåder om evighedens begreb har man anvendt på Gud i den kristne dogmatik. Dels har man tænkt sig ham som den, der altid har været og altid vil blive, medens verden først er blevet skabt i tiden, dels har man hævet ham ud over ethvert forhold til tiden i hans hele væsen og virken. Der er imidlertid en mangel ved begge disse bestemmelser. Den første indeholder slet ikke nogen målrettet værdibestemmelse og kunne for så vidt også tænkes anvendt på verden, hvad navnlig panteister har gjort. Man må i alt fald må indrømme, at vi ikke formår nogensinde at tænke os verden helt borte. Den anden bestemmelse passer sikkert ikke til forestillingen om den kristne Gud, der står i et reelt åbenbaringsforhold til tiden, men hører snarere hjemme i en hedensk-mystisk fromhed, hvor al personlig og historisk bestemthed forsvinder i det evigt-ene og forskelsløse.
En etisk og positiv bestemmelse af evigheden findes først, når man bygger på viljes-forholdet. At være sig selv, at fastholde sit eget grundforhold i hele sin livsførelse er den rette måde at realisere evighedslivet på. Dette gælder i absolut forstand kun om Gud, der altid bliver ved med at være den samme, og hvis væsen og virken helt falder sammen til ét, Åb. 1, 8. Men i afledt form kan det også bruges om menneskers tilværelse. I samværet med Gud, hvor menneskets højeste formål er åbenbaret, er også betingelserne givet for at kunne finde et evigt liv, Joh. 17, 3. Det bliver udtrykkeligt tilbudt af Jesus, der fremstiller sig selv som nøglen til evigheden. Ganske vist taler Det Ny Testamente for det meste om det evige liv som det, der først kan nås efter døden, når forholdene passer til menneskelivets højeste bestemmelse, Rom. 2, 7, Matt. 25, 46, men det ses også, især i Johannesevangeliet, at det evige liv er en nærværende magt allerede her på jorden. Det ses hos enhver, der har fundet sig selv i højeste forstand gennem den kristne tro, Joh. 3, 36; 5, 24. Den evige død står derimod som et modstykke til den indre hvile, der er en anden beskrivelse af det evige liv, 2. Thess. 1, 9. Den evige død ses som udtryk for den tilstand af uendelig uro, der opstår, når et menneske med hele sin vilje bekæmper det, som er dets væsens mål. Denne tilstand betegnes i skriften som en evig straf, Matt. 25, 46, eller billedligt talt som en evig ild, Matt. 25, 41. Man kan intet sige om en fortsættelse af sådan en hvileløs tilstand ind i det uendelige, lige så lidt som man kan parallellisere med det evige liv. Mens det forstås som ganske naturligt, at et liv, der har nået sit mål, vil fortsætte med at bestå, så vil begrebet om evigheden være i strid med forestillingen om et liv, som er fyldt af en indre splid.